# San Nicola (Ozieri)
San Nicola (Santu Nigola in sardo) è una frazione del comune di Ozieri che conta circa 3000 residenti, si trova nella pianura di Chilivani a circa 3 km da Ozieri.
È un insediamento a carattere prevalentemente residenziale e produttivo sorto intorno ai primi anni settanta seguendo il piano urbanistico redatto dall'architetto Marcialis quando Antonio Peralta era il sindaco di Ozieri. 
Il nome del quartiere si deve alla piccola chiesa romanica di San Nicola (spesso erroneamente denominata "di Butule", che è invece andata distrutta) risalente al XII-XIII sec. che l'Amadu ipotizza potesse essere la parrocchiale del villaggio medievale di Pira ‘e Mestighe. In anni recenti è stata realizzata una nuova e più ampia chiesa parrocchiale sempre intitolata a San Nicola.
All'interno dell'abitato è presente un nuraghe trilobato detto di "Sa mandra 'e sa Giua", con resti di capanne nuragiche e di fabbricati di epoca romana (il quartiere, tra l'altro, dista circa 1 km dal ponte romano di "pont'ezzu").